# José Lluís
Pour les articles homonymes, voir Lluís.
José Lluís, né le 13 décembre 1937 à Badalone en Espagne et mort le 4 octobre 2018 dans la même ville, est un joueur et entraîneur espagnol de basket-ball. Il évolue au poste de meneur.

## Palmarès
- Champion d'Espagne 1960
- Finaliste des Jeux méditerranéens de 1959 et 1963